# Fulolo Botomuzoi
Fulolo Botomuzoi is een bestuurslaag in het regentschap Nias van de provincie Noord-Sumatra, Indonesië. Fulolo Botomuzoi telt 658 inwoners (volkstelling 2010).